# مايكل ستريتر
مايكل ستريتر (بالألمانية: Michael Streiter)‏ (مواليد 29 يناير 1966) هو لاعب كرة قدم. يلعب مع منتخب النمسا لكرة القدم. سبق له أن لعب في كأس العالم لكرة القدم مع منتخب بلاده.

## روابط خارجية
- مايكل ستريتر على موقع الاتحاد الدولي (مؤرشف)  (الإنجليزية)
- مايكل ستريتر على موقع الاتحاد الأوربي (الإنجليزية)
- مايكل ستريتر على موقع قاعدة بيانات كرة القدم.إي يو (الإنجليزية)
- مايكل ستريتر على موقع ناشيونال فوتبول تيمز (الإنجليزية)
- مايكل ستريتر على موقع عالم كرة القدم.نت (الإنجليزية)